# King Leopold's Ghost
King Leopold's Ghost - A Story of Greed, Terror and Heroism in Colonial Africa (em português, O Fantasma do Rei Leopoldo: uma história de cobiça, terror e heroísmo na África colonial) é um livro do autor estadunidense Adam Hochschild, publicado originalmente em 1998, sobre a história da exploração do Estado Livre do Congo.
A motivação para a pesquisa que resultou no livro foi resumida pelo autor da seguinte forma: "Eu escrevi este livro depois de ter lido um artigo a propósito de milhões de mortos no Congo, há cem anos. Questionei-me: como é que era possível que eu nada soubesse sobre este assunto? Interesso-me pelos direitos humanos e pensava conhecer a história dos movimentos pelos direitos do homem. Mas, ignorava tudo sobre estes acontecimentos, que, para além do mais, estavam ausentes de muitos dos livros de história. Por quê?"

## Conteúdo

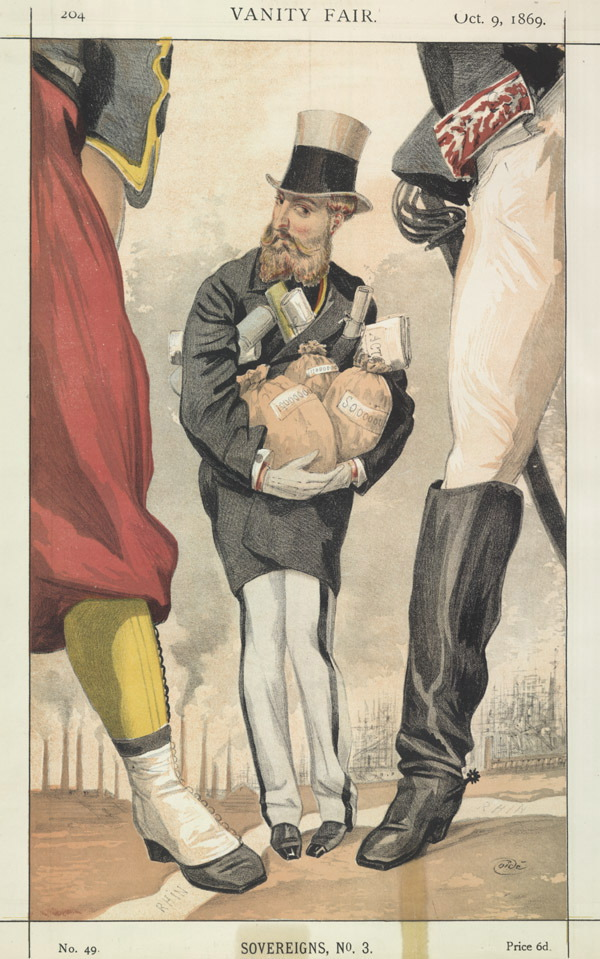
Caricatura do séc. XIX mostrando Leopoldo como um monarca menor, mas aferrado ao dinheiro.

A obra é uma denúncia dos crimes praticados pelos belgas contra o povo da atual República Democrática do Congo. O rei Leopoldo II, ao mesmo tempo em que promovia o genocídio da população do então chamado Estado Livre do Congo, tentava passar à Europa  a imagem de filantropo e "civilizador" europeu.

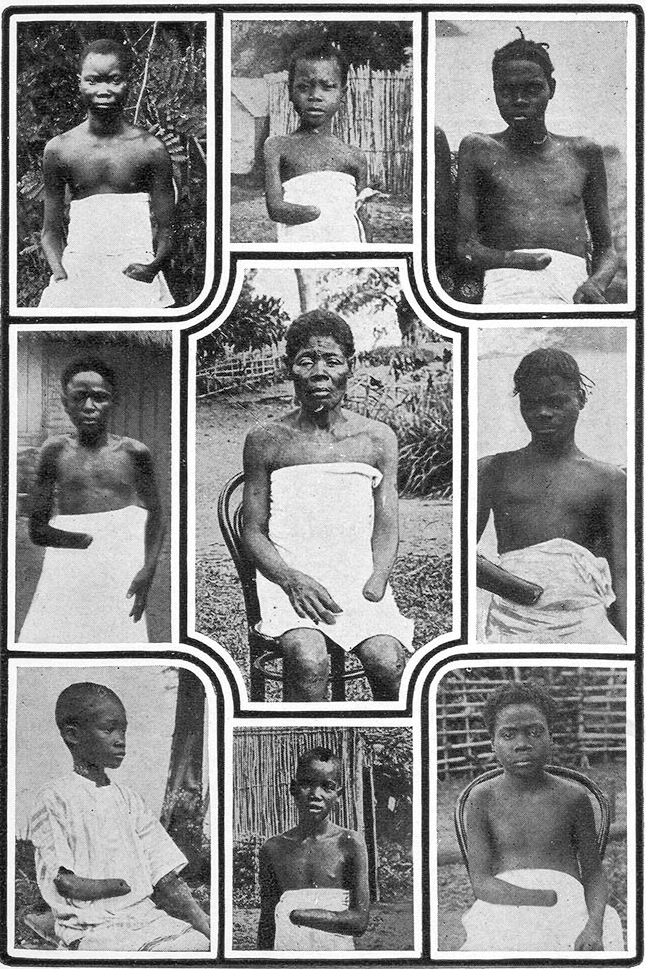
Crianças e adultos congoleses mutilados (c. 1900-1905) no antigo Estado Livre do Congo (atual República Democrática do Congo).

Fartamente documentada, a obra também resgata o trabalho de pessoas como Edmund Dene Morel que, quando era despachante portuário, estranhou as "trocas" que testemunhava: do Congo vinham navios abarrotados de marfim, e para lá seguiam tropas de soldados fortemente armados. Ao investigar o que se passava, descobriu a prática de crimes cruéis, que passou a denunciar como jornalista.
Em vez de monarca civilizador, Leopoldo é apresentado como um monstro  comparável a Hitler ou Stalin. Hochschild também estabelece um paralelo entre o rei belga e o ditador congolês Mobuto Sese Seko, tratando ambos como governantes igualmente predatórios.
Leopoldo II constituiu o chamado Estado Livre do Congo  como seu empreendimento colonial privado, voltado à exploração da borracha no continente africano, e governou-o como um verdadeiro senhor feudal, entre 1885 e 1909. Dentre as práticas relatadas pelo regime colonial belga está o fato de os guardas receberem  balas contadas: para cada projétil utilizado, deveriam trazer uma mão humana, a fim de comprovar que não houvera desperdício de munição.
Hochschild dedica, ainda, um capítulo a Joseph Conrad, autor de Heart of Darkness (em português, O Coração das Trevas). Neste "outro lado" da história, o autor realça o papel de figuras como o ativista e jornalista afro-americano George Washington Williams (1849–1891).

## Reação belga
A obra de Hochschild aponta que toda a sociedade belga se beneficiou dos crimes do monarca, sendo todos eles coniventes; sobre isto o autor declarou: "A Bélgica ainda vive num estado de negação sobre seu passado colonial. Recebi reações negativas de setores mais conservadores da sociedade belga, em especial de representantes dos mais de 70 mil cidadãos do país que viviam no Congo na época da independência. Ao mesmo tempo, encontrei muitos belgas que queriam ver esse assunto discutido mais abertamente. E meu livro foi best-seller na Bélgica, tanto em francês quanto em holandês".
Neste sentido o diplomata belga Jules Marchal, morto em 2004, defendia que a história fosse contextualizada, e que tinha reserva a que os termos holocausto e genocídio fossem aplicados ao caso do Congo, uma vez que não houve a intenção do rei no extermínio da população, mas sim sua exploração — "Sim, suas ações contribuíram para a morte de milhões, mas foram guiadas por pura ganância, não ideologia", declarou em 2003; Marchal teria sido uma das fontes para o trabalho de Hochschild.
Hochschild declarou sua surpresa com o sucesso na Bélgica da sua obra: "Para minha grande surpresa foi best-seller durante vários meses. Espero que isto traduza uma vontade de saber mais pela parte das jovens gerações na Bélgica e igualmente nos belgas que se interessam pelos direitos do homem, pelo passado colonial belga" e que "Na Bélgica, a maior parte dos jornais foram muito positivos ao contrário dos antigos colonialistas e dos seus aliados no mundo acadêmico."

## Reação no Congo
O autor declarou que "Muitos congoleses contactaram-me. Alguns contaram-me histórias sobre o terror que reinava no Congo na época do rei Leopoldo II, histórias que tinham ouvido dos seus avós. Um homem deixou-me uma mensagem no meu telefone dizendo-me que o seu avô tinha sido morto pelos belgas. Uma congolesa disse-me: 'nós não aprendemos esta história na escola, mas ela é a nossa história.' É triste constatar que por causa da situação precária que reinava no meio universitário do Congo é-me mais fácil encontrar as informações sobre a história do Congo em certas livrarias da Califórnia."